# Nāga

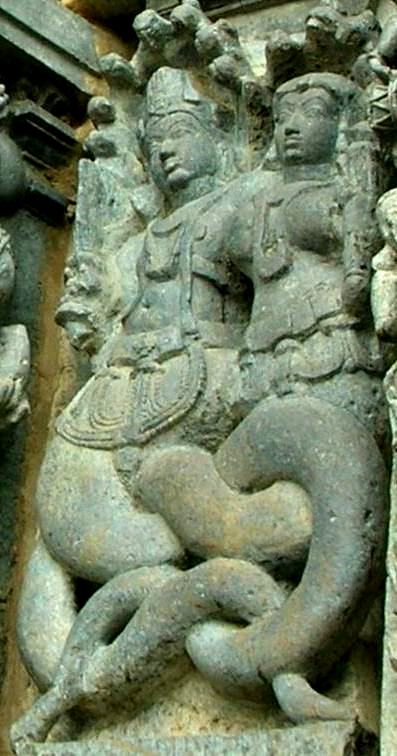
Scultura rappresentante due nāga

I nāga (नाग, "serpente") sono un'antica razza di uomini-serpente presente nella religione e nella mitologia vedica e induista.

## Caratteristiche

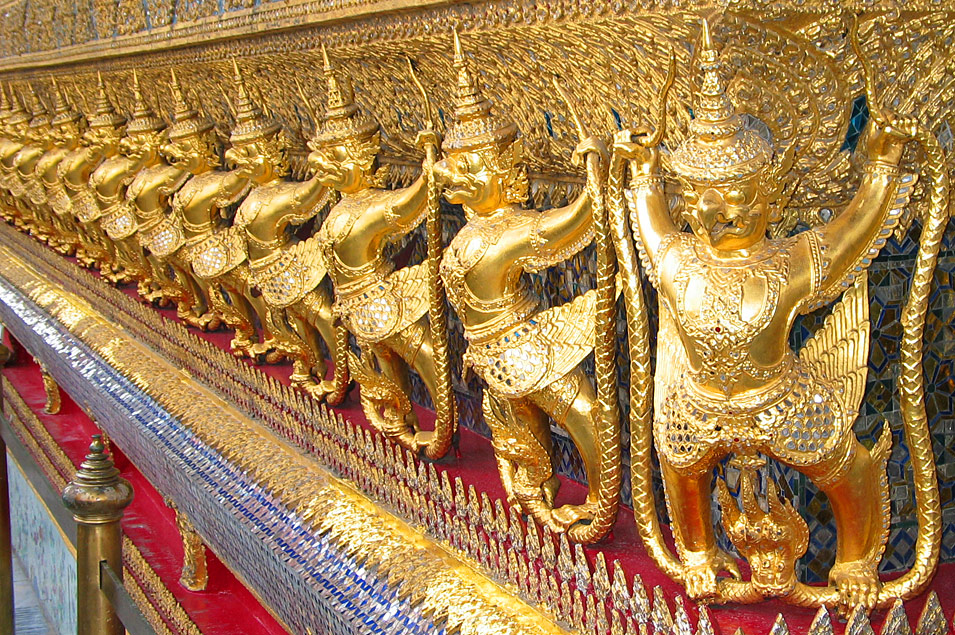
Cariatidi che rappresentano aquile garuḍa mentre sottomettono dei nāga nel tempio Wat Phra Kaew a Bangkok

I nāga sono esseri semidivini che possono assumere una forma sia totalmente umana che totalmente serpentina; potenzialmente pericolosi, rappresentano perlopiù una presenza benefica per l'uomo. Vivono in un regno sotterraneo detto Naga-Loka (o Pātāla), pieno di sontuosi palazzi riccamente decorati con gemme preziose. Il dio Brahmā, creatore di questi semidei, decise di relegarli sottoterra quando divennero troppo numerosi, ordinando loro di mordere solo i malvagi e i moribondi. I nāga vengono associati ad elementi acquatici e fanno da guardiani ai tesori. Le donne-serpente, dette nagini (o nagi), sono principesse dotate di straordinaria bellezza, tanto che le dinastie Manpur, Pallavas e Funan si dicono discendenti dall'unione tra un umano e una nagini.
I nāga sono anche considerati spiriti della natura, e in virtù del loro legame con l'acqua portano la pioggia, e quindi fertilità, ma anche disastri come inondazioni e alluvioni; si dice che gli ingressi alle loro città sotterranee siano nascosti sul fondo di pozzi, laghi e fiumi profondi. Secondo alcune leggende, diventano pericolosi quando gli esseri umani danneggiano l'ambiente o mancano loro di rispetto. Custodiscono anche l'elisir di lunga vita: una leggenda narra che, quando gli dei stavano distribuendo la vita tra le creature, i nāga riuscirono a rubarne una coppa; gli dei la recuperarono, ma versarono parte del suo contenuto in terra; i nāga lo leccarono dal terreno e così si tagliarono la lingua, che da allora è biforcuta.
La loro popolarità è particolarmente intensa nel Sud dell'India, dove si crede che donino fertilità ai loro fedeli. Alcune leggende indù li vedono come servi di Varuṇa, dio vedico delle tempeste, e si dividono in Manasa, Mucilinda, Shesha, e Vasuki. I nāga sono discendenti di Kaśyapa e Kadru e nemici giurati dei garuḍa, una razza divina di aquile.

## Nāga famosi

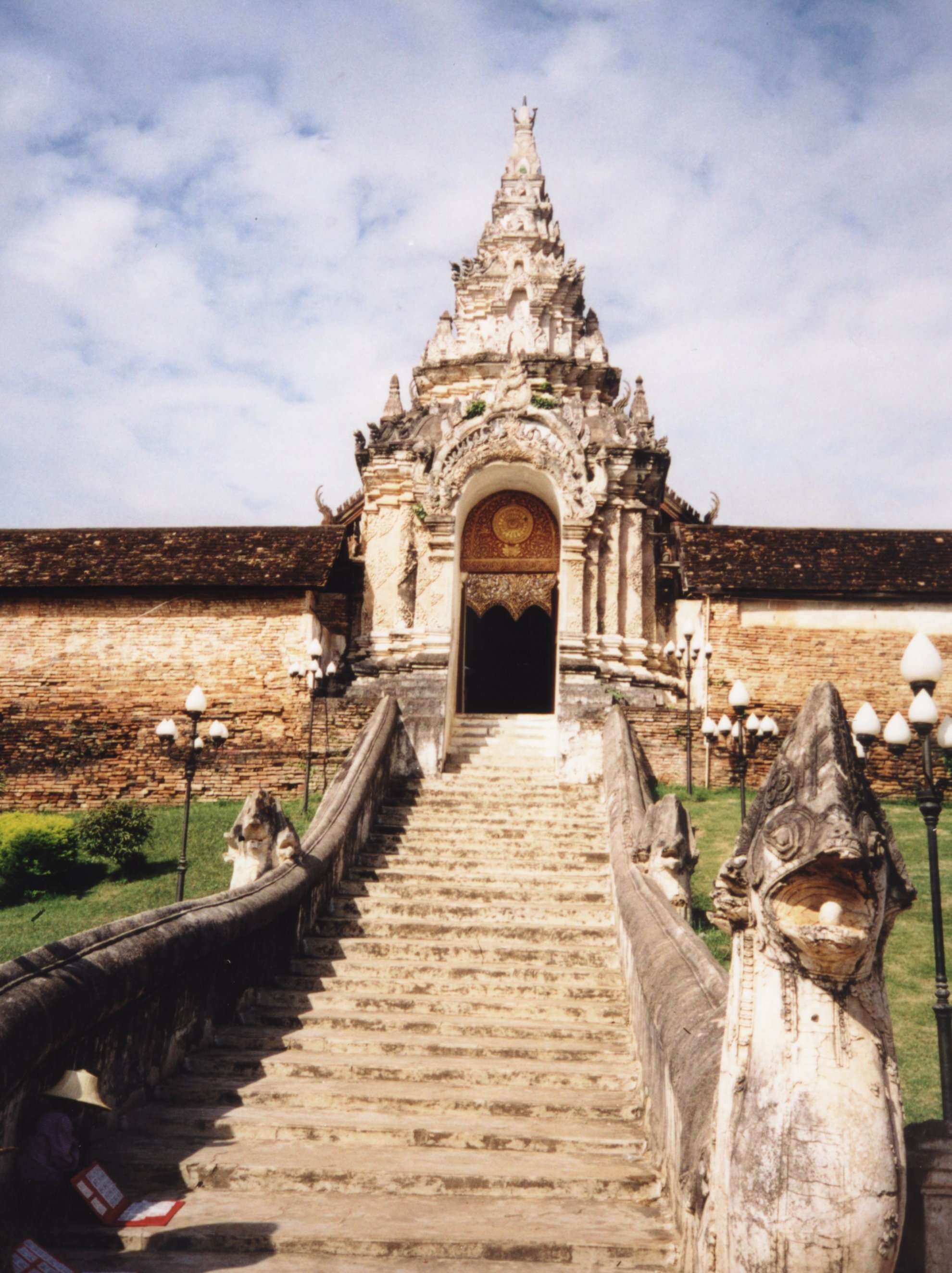
Scalinata d'ingresso a forma di nāga del tempio Wat Phra Tat Lampang Luang, nella provincia di Lampang, in Thailandia

- Vṛtra è il serpente o drago cosmico che all'inizio del tempo imprigionava cielo e terra con le sue spire, impedendo al cosmo di manifestarsi. Giunse allora Indra che, brandendo la folgore (vajra) sua arma, uccise il serpente e permise alla creazione di sorgere e alle acque di fluire. Indra è il signore della folgore e il dio del temporale, della pioggia e della magia; egli e Vṛtra possono essere considerati fratelli, poiché sono entrambi figli di Tvaṣṭṛ, l'artigiano degli dèi.
- Shesha è un'espansione di Visnù che prende la forma di un enorme nāga con mille teste, che vive nell'oceano celeste e forma il letto del dio; secondo il poema epico Mahābhārata, invece, è il capostipite dei nāga, figlio di Kaśyapa e Kadru. È conosciuto anche come Ananta (senza fine) o Adisesha (Sesha il primo).[1]
- Balarāma è la manifestazione del serpente Shesha, ovvero del giaciglio di Viṣṇu-Nārāyaṇa dopo la dissoluzione del cosmo; dopo la sua morte si vide tale serpente uscire dalla sua bocca.
- Manasa è la dea della fertilità, venerata nell'Est dell'India per protezione contro i morsi dei serpenti.[1]
- Mucalinda è un re che secondo il buddhismo protesse il Buddha dalle intemperie per sette giorni e sette notti durante la sua meditazione sotto l'albero di Bodhi (un esemplare molto venerato di Ficus religiosa, di cui un discendente è ancora oggi conservato nel tempio di Mahabodhi).
- Takshaka è il capo tribale dei serpenti.[1]
- Ulupi è figlia del re dei serpenti Kouravya, governatore del regno dei nāga sottostante al fiume Gange, ed è quindi descritta come metà donna e metà serpente.
- Vasuki è una divinità protagonista di scritture epiche chiamate Itihāsa, della zangolatura del cielo con cui gli dei ottennero il Soma dall'oceano di latte: consentì a deva e asura di usare il suo corpo come corda, ma sottoposto a gravi sforzi il suo respiro divenne alahala, il più tremendo veleno dell'universo, e rischiò di distruggere ogni forma di vita dell'universo, divinità comprese. Śiva, per salvare il cosmo, respirò tutto il veleno, ma invece di ingoiarlo lo lasciò nella sua gola, che divenne blu (da cui il suo appellativo Nilakanta, dalla gola blu).[1]

## In Cambogia
Secondo una leggenda cambogiana, i nāga sono una razza di rettili in possesso di un grande regno nella regione dell'Oceano Pacifico; una loro principessa sposò il primo re dell'Antica Cambogia, dando origine al popolo cambogiano. I nāga con sette teste rappresentati nei templi cambogiani, come ad Angkor Wat, rappresentano le sette razze della società dei nāga, che hanno una mitica/simbolica associazione con i sette colori dell'arcobaleno. Inoltre, i nāga cambogiani possiedono dei simbolismi numerologici per altri numeri delle loro teste: numeri dispari a rappresentare l'energia maschile, l'infinito, l'eternità, e l'immortalità; numeri pari per la femminilità, la fisicità, la mortalità, la temporaneità e la Terra.
Leggende simili a quelle cambogiane sono diffuse presso gli adivasi del Sud dell'India e gli aborigeni dell'Australia; in queste versioni, i nāga abitavano un grande continente nell'Oceano Pacifico (conosciuto come Mu) che poi s'inabissò, e i cui resti formerebbero l'Indonesia e l'Australia. Questi nāga avrebbero sviluppato una civiltà sotterranea e sottomarina estremamente avanzata e possiederebbero poteri sovrumani.

## In Brunei
Il pugnale damascato usato per confermare i sultani del Brunei era il Kris Si Naga (pugnale del cobra) il cui solo possesso garantiva la possibilità di richiedere il trono.

## Nei media
- Nagini è una Maledictus apparsa sia nella saga di Harry Potter che in Animali fantastici.
- I Naga vengono introdotti dalla Blizzard Entertainment nei videogiochi Warcraft III: The Frozen Throne e World of Warcraft
- Nel videogioco Dota 2, il personaggio chiamato Naga Siren ha l'aspetto di una sirena dalla coda di serpente.
- Nel videogioco e nell'anime Monster Rancher è presente una creatura che si chiama Naga, dalle sembianze di un serpente antropomorfo crestato.
- Nel gioco di ruolo Dungeons & Dragons il nāga è un mostro di grandi dimensioni che si presenta come un lungo serpente dal volto umano e dalla capacità ipnotiche.
- Nella seconda stagione del telefilm Lost Girl, Ash Lachlan è un nāga a capo della fazione dei fae della luce.
- Nel film Il bambino d'oro il personaggio della bibliotecaria Kala, schermata per quasi tutto il film da un paravento, si rivela essere una naga.
- Nel videogame Tomb Raider: Underworld, nel corso dei livelli ambientati in Thailandia, Lara Croft deve affrontare dei nāga.
- Nel videogioco The Battle for Wesnoth i nāga sono una delle razze nemiche della maggior parte delle campagne.
- I nāga sono una delle razze disponibili nel MMORPG online Rappelz e sono ritratti solamente in versione femminile.
- Nel puzzle RPG Puzzle & Dragons il nāga è uno dei mostri della serie "ragazze guaritrici".
- I nāga sono una razza del gioco Il silenzio di Hollowind.
- Nel terzo capitolo del videogioco Heroes of Might and Magic appaiono i nāga, con l'aspetto di individui metà donna e metà serpente con sei braccia.
- Nel videogioco Dark Messiah of Might and Magic ci sono due armi chiamate "Spada di seta dei Naga" e "Spada di seta Superiore dei Naga".
- Nella mod del videogioco Minecraft: Java Edition Twilight Forest, il naga è il primo boss della dimensione aggiuntiva.
- Nel videogioco The Ocean Hunter Naga è il nome di un regaleco, che funge da miniboss.